# Roșiori (Bacău)
Roșiori is een Roemeense gemeente in het district Bacău.
Roșiori telt 2284 inwoners.